# DAEMON X MACHINA
『DAEMON X MACHINA』（デモンエクスマキナ）は、マーベラスより2019年9月13日に発売されたNintendo Switch用ゲームソフト。2020年2月14日にはSteam、2022年1月28日にはEpic Gamesでも配信された。

## 概要
2018年のE3にて発表された。
過去にフロム・ソフトウェアでアーマード・コアシリーズに携わった佃健一郎がプロデュースを務め、メカニカルデザインには河森正治、キャラクターデザインにはコザキユースケ、コンポーザーには中鶴潤一が起用されている。
ジャンルは3Dメカアクション(TPS)。プレイヤーは戦闘用外部装甲・アーセナルに搭乗する傭兵となり、月の落ちた地・オーヴァルで攻性AI・イモータルとの戦闘や権力者達の代理戦争、そしてその裏で密かに進む世界の真実に迫る戦いへと巻き込まれていく。
本作の特徴として、倒した敵の武器やパーツをその場で装備し、使用する事が可能。自機が部位破壊によって破損したとしても、該当箇所に敵のパーツを装備すれば戦闘を継続する事ができる。 
また、機体から降りて生身の状態でフィールドを探索する事も可能で、一部のオーダー(ミッション)はこの状態を利用しないと攻略出来ないようになっている。 
イメージとしてはアーマードコアシリーズに近いが、戦場におけるハック＆スラッシュやフェムトというモード変更といった独自要素が存在している。
ローカル通信とオンラインの両方でマルチプレイに対応しており、協力プレイ(イモータル討伐・探査)や対戦プレイ(ランクマッチ・カスタムマッチ)が可能である。
2025年9月5日に続編となるNintendo Switch 2、PlayStation 5、Xbox series X/S用ソフト『DAEMON X MACHINA TITANIC SCION』が発売予定。

## あらすじ
ある日、突如月は崩壊し、その半分が地上に降り注いだ。その日を境に出現するようになった敵性AI「イモータル」と量子物質「フェムト」。
人類はこれらの禍福によって生まれる争いを隔絶するため、「オーヴァル」という壁に閉じられた領域を生み出した。
一部の人類は共同体(ネイション)と呼ばれる組織を作り、イモータルの根絶とフェムトの採取を目的としてオーヴァル内での活動を開始する。
彼らの手足となって活動するのはフェムトによって特殊能力などに目覚めた「アウター」と呼ばれる新人類による傭兵集団「解放旅団」。
7つの解放旅団はそれぞれ目的や思想を持ちつつ、中立組織「オービタル」を中心にイモータル根絶を共通目標として活動していた。
人類存亡の危機を迎えた世界に、新人傭兵であるプレイヤーが混迷極める世界を生き抜いていく。

## システム

### 拠点
オーダー
共同体からの依頼。内容は様々であるが、もっぱら敵性体の撃破が目的となっている。オーダーによって他解放旅団からの参加者がいる場合がある。
オファーオーダーとフリーオーダーの2つがあり、前者はクリアによってストーリーが進行し、1度しか受けられない。
オーダーにはメインの目標の他、サブの目標があり、サブをクリアすることで報酬が追加される。サブ目標の数は受注画面で確認可能だが、オファーオーダーの場合、内容が隠されている時がある。
ストーリーが進行すると僚機が追加され、フリーオーダーにて決まった報酬を支払うことでメンバーを追加することができる(オーダーごとに総出撃枠に制限あり)。
フリーオーダーでは、ランダムで別の傭兵が襲撃してくる場合がある。これを撃破することで、珍しいパーツを入手可能。ただし、オーダーを完了するためにはこの追加戦闘まで勝利しなければならないため、勝利できずに失敗となってしまう場合もある。
ハンガー
アーセナルのパーツを変更する。
パーツは左右の腕・足・胴体・頭部・プロセッサの6種、武装は両腕・肩・特殊装備「オーグジュアリ」の4種で構成される。また、腕用の武器は予備として左右パイロンにもう1つずつ装備できる。
頭部はロックサイトの形やロックオン距離など、胴体は積載量や空中移動速度など、腕部はリロード速度や格闘補正といった様々な武器補正、脚部は地上移動速度や着地時の挙動などを担当し、プロセッサはそれらのいずれかに補正を加える。
武器は同名でも型名にFやSといった字がつく亜種バージョンがあり、細かな性能に差がある。また、II、IIIと改良版が存在するが、基本的に何かを強化する代わりに何かを下げているため、完全な上位互換ではない。
積載量に当たる「メモリ」は上記11パーツの総和をこれ以下に抑えなければならない他、余裕を持たせるとロックオンにかかる時間が短縮される。
また、ドロップで入手した各パーツにはランダムで0～3のスロットが設けられ、ランダムで入手できるアタッチメントをつけることでさらに補正を追加できる。
作成した構成はクロスデータという情報として10個まで保存可能。カラーリングや構成名(アーセナル名とは別)を変更できる。ただし、構成パーツのいずれかがなくなってしまうと削除されてしまうので注意が必要。
ファクトリー
コストを支払って新しいパーツを作る(プロセッサ以外)。ただし、作れるパーツは一度ドロップで入手しているなどの条件を満たす必要がある。
大型イモータルを数回倒し、たまにドロップする設計図と組み合わせることでいくらか強力な装備を作成できる。
作成するには元となる別パーツと資金が必要となり、完成させるには1回何かのオーダーをクリアする必要がある。
完成品は1つ受け取ることができる他、ショップのラインナップに追加される。
また、後述するパーラーで使用することができるアイスクリームトークンが入手できる。
特定の条件を満たすとシークレットファクトリーが使用可能になり、非常に強力な装備を作成可能になる。ただし、作成にはマルチプレイで大型イモータルを撃破する必要あり。
ショップ
主にプロセッサを扱う店。余ったパーツの売却もできる。
ファクトリーで作成したパーツを購入できる。
基本的にスロット0・ノーマルバージョンのパーツしか売ってないが、大型イモータルから作成したパーツはスロットが1となっている。
ラボ
プレイヤーキャラクターに人体改造を施すことができる。端末越しにアーセナルを見る位置から左手にある。
頭・上半身・下半身の3カテゴリに対し、ツリー状に改造を進めることができる。改造項目に応じて、アーセナルかアウターに対して強化が施される。
ただし、改造を施すと外見が機械化されて行ってしまう他、ツリーの別の枝への改造が不可能となるので注意が必要。
金を支払うことで生体に戻す(リセットする)ことができる。
アイスクリームパーラー
軽度のバフが得られるアイスクリームが購入できる。ラボの隣にある。
ダブルとトリプル、コーンとワッフルコーンとカップ、各フレーバーの組み合わせで効果が決まる。なお、有効になるのは次回オーダー時なので注意。
1オーダーごとに1個買うとスタンプがもらえ、10個溜まるとアイスが1つ無料になるトークンがもらえる。実は他にも用途がある。
マルチプレイ
他のプレイヤーと高難易度のオーダーに挑む。ラボなどとは逆方向にある端末から実行できる。
オンラインとローカル(近くのプレイヤーとの通信)が選択可能で、最大4人まで参加できる。
ソロでもOKだが、多人数プレイが前提の内容なので中盤くらいまでは困難である。ただし、クリアできないという訳ではない。
オーダーは大型イモータルや解放旅団が相手など、普通にやっても強力な相手が更に強化されて襲い掛かってくる。一方、クリアによって入手できるアイテムも相応のものが期待できる。
なお、ソロプレイであっても戦闘前後の待ちやムービーのスキップ不可といったマルチプレイ向け要素はそのままとなっている。

### 戦闘
概要
戦闘では、各種武装の使用・両パイロンとの武器の換装・ダッシュ及び飛行・フェムト(後述)の利用などを駆使して敵を撃破するなどして目的を達成する。
一部を除いた武器の弾薬は小型の敵のランダムドロップで、耐久力であるVPはフィールドに配置された回復フィールド装置(仮称)で回復することができる。なお、弾薬の回復量は最大数依存で、回復フィールドは発生している間中に留まらないといけない、といった点に注意が必要。
アーセナルタイプの敵が登場する場合があり、これを撃墜するとパーツの回収が可能。
戦闘勝利後は1分間の待ち時間があり、ミニマップに撃墜済みアーセナルの場所が表示されるようになる。
ダメージはVPの他に部位ダメージもあり、破壊されるとその部位の機能が失われてしまう。
なお、フィールド外縁のイエローゾーンに20秒間連続滞在またはレッドゾーンへの突入で強制敗北となる。
ロックオン
ヘッドパーツによって決まるサイトに敵を捕らえると、ロックオンしてその敵へ狙い撃ってくれるようになる。格闘武器も同様。複数いる場合、通常は中心に近い相手を、ロックオン型のミサイルは全部をまんべんなくロックする。サイトに捕らえ続けないとロックオンは継続されないので注意。
ロックオンが完了すると、ターゲットとの距離が表示されるようになる。このゲームの武器は有効距離というものが決まっており、有効距離の範囲内であれば威力が上昇するようになっているので余裕があればそこも気を付けて戦うとより効率よく敵を撃破できる。
ロックオンにかかる時間はパーツ構成次第。また、ヘッドパーツによってサイトのサイズが小さいが射程が長かったり横に長い長方形だったりと非常に様々。
フェムト
フェムト粒子の吸収によって、様々な効果を得ることができる。粒子の吸収は常時少しずつ行われる他、弾薬とは異なるドロップやフィールド上の赤いサークル地点で大きく吸収できる。
一定以上フェムトがたまると、攻撃力・防御力・機動力のいずれかを強化しそれ以外の能力を下げるという特化モードへの移行が可能となる。
また、「ミラージュ」という機能もあり、発動すると急激にフェムトが減少するが援護要員＆囮となる分身を生成できる。
例えば、攻撃力強化モードを使うことで単発の威力が低いマシンガンさえそれなりの威力となるなど、運用次第で非常に便利となる(無論、リスクも考慮する必要あり)。
パーツ回収
撃破したアーセナルからパーツを回収する。オーダー上、別の傭兵と戦うこともあるが、パーツを回収しても問題なし。
入手できるパーツは敵ごとに決まったテーブルからランダムで2～4個選出され、そのうちの一つだけを回収できる。
回収したパーツが未装備の武器枠もしくは破壊済みの部位に対応する場合、その場で差し替えることができる。
パーツ開発の素体にするにもスロット付きや亜種の武器を入手するにも、まず敵からパーツを奪取しないと話が始まらない。
イモータル側のアーセナル名は「ストライ」で固定であるが、オーダーによって構成パーツは様々。